# Galerucella pusilla
Galerucella pusilla är en skalbaggsart som först beskrevs av Caspar Erasmus Duftschmid 1825.  Galerucella pusilla ingår i släktet Galerucella, och familjen bladbaggar. Arten är reproducerande i Sverige.

## Bildgalleri

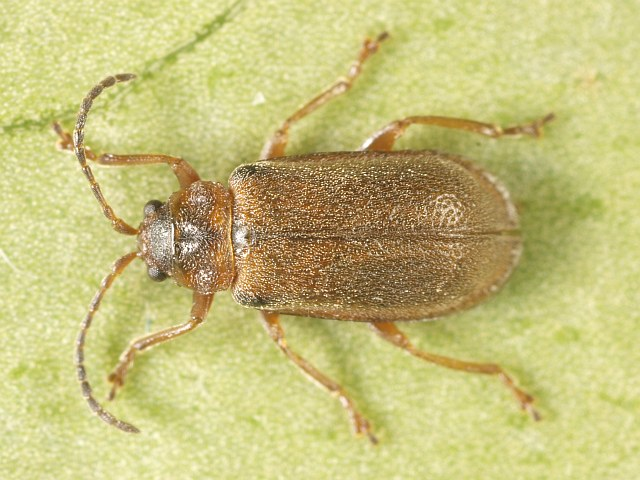
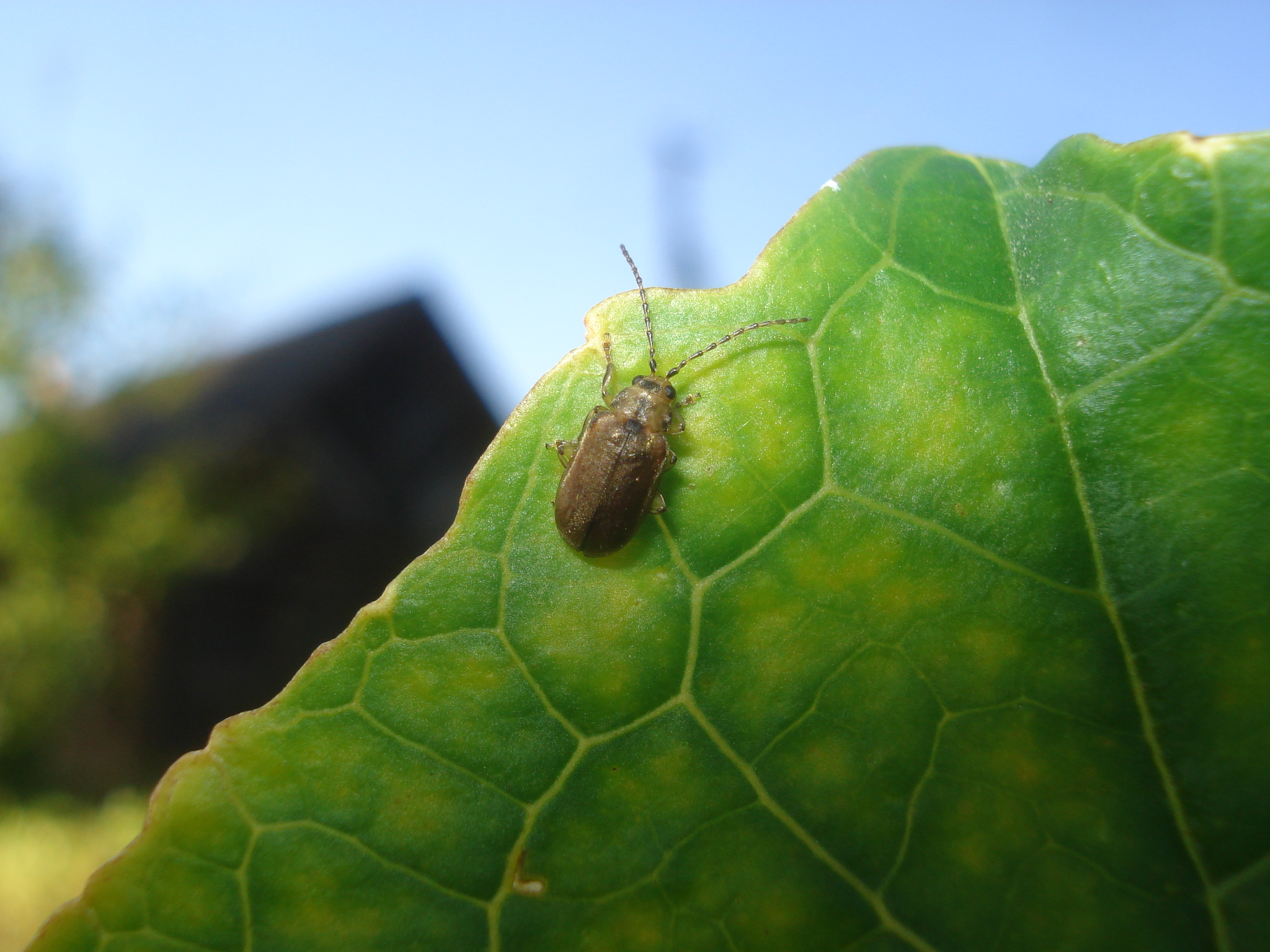